# سانتا کریستینا دآسپرومونته
سانتا کریستینا دآسپرومونته (به ایتالیایی: Santa Cristina d'Aspromonte) یک کومونه در ایتالیا است که در استان رجو کالابریا واقع شده‌است. سانتا کریستینا دآسپرومونته ۲۳٫۱ کیلومتر مربع مساحت و ۱٬۰۸۶ نفر جمعیت دارد.